# Cholagogum
Der Begriff Cholagogum (Mehrzahl: Cholagoga; von griech. chole „Galle“ und dem Wortteil -agogos „herbeiführend, anregend, veranlassend“) ist die nicht mehr gebräuchliche, unspezifische Bezeichnung für „galletreibende Mittel“.
Stattdessen wird heute von sog. Choleretika bzw. Cholekinetika gesprochen. Erstere regen den Gallefluss aus der Leber an, Letztere führen zur Kontraktion der Gallenblase.